# Jagdgeschwader z.b.V.
Винищувальна ескадра спеціального призначення (нім. Jagdgeschwader z.b.V. (JG z.b.V.) — винищувальна ескадра спеціального призначення Люфтваффе, що перебувала у складі повітряних сил вермахту за часів Другої світової війни.
Штабний підрозділ ескадри спеціального призначення (Geschwaderstab JG z.b.V.) був уперше сформований 31 жовтня 1943 року на три місяці у складі винищувального командування Люфтваффе «Остмарк», яке контролювало денні винищувальні операції в цій зоні операцій.
20 квітня 1944 року в Касселі був знову сформований JG z.b.V. для управління III./JG 3, I./JG 5, II./JG 27, III./JG 54 та II./JG 53. 15 червня 1944 року його перейменовано на штаб/JG 4, а його першим комодором став майор Гергард Міхальскі. У 1944 році JG z.b.V. був підпорядкований 7-й винищувальній дивізії та використовувався при обороні Рейху з баз у Касселі та Ансбаху.

## Командування

### Командири JG z.b.V.
- майор Гергард Міхальскі (20 квітня — 20 травня 1944)
- гауптман Вальтер Даль (20 травня — 6 червня 1944)
- майор Герхард Шепфель (6 — 15 червня 1944)